# Jófríður Ákadóttir
Jófríður Ákadóttir es una cantante, compositora y multiinstrumentista islandesa conocida por su proyecto en solitario JFDR, así como por su trabajo con Samaris, Pascal Pinon y varios otros músicos y agrupaciones. Su padre es el compositor y músico Áki Ásgeirsson.

## Carrera

### Pascal Pinon

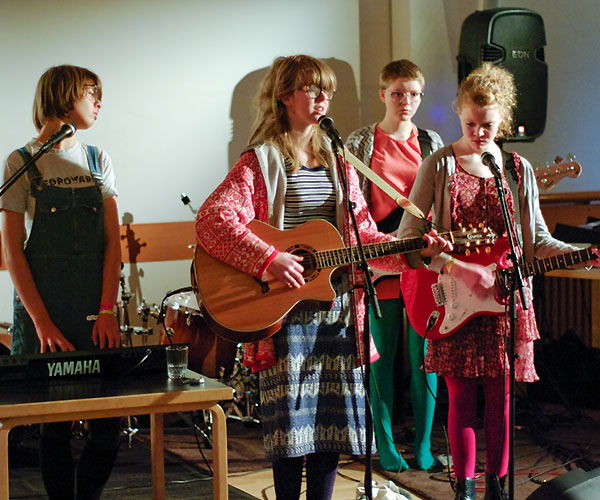
Pascal Pinon en la Casa Nórdica, Reikiavik en 2009.

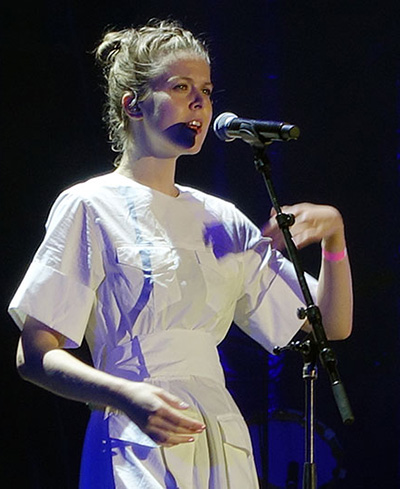
Jófríður en Aarhus, Dinamarca tocando con Samaris en 2015.

En 2009, Jófríður, su hermana gemela Ásthildur, Halla Kristjánsdóttir y Kristín Ylfa Hólmgrímsdóttir formaron la banda Pascal Pinon cuando tenían solo catorce años de edad. Lanzaron su primer álbum autoproducido, Pascal Pinon en 2009, que fue relanzado por el Sello de Morr Music en 2010. Fue descrito por Allmusic como «un disco verdaderamente encantador». Morr lanzó su segundo álbum Twosomeness en 2013, así como su tercer álbum Sundur en 2016. Ambos álbumes recibieron críticas positivas.

### Samaris
Jófríður, Áslaug Rún Magnúsdóttir y Þórður Kári Steinþórsson formaron Samaris en 2011. El grupo ganó la competencia islandesa Músíktilraunir 2011 y siguió este éxito al lanzar el EP Hljóma Þú, que luego ganó un premio Kraumur en 2011. Un nuevo EP autoeditado, Stofnar falla, siguió en 2012. El grupo firmó con One Little Indian Records y su álbum debut homónimo fue lanzado en julio de 2013 con críticas generalmente favorables. El álbum combina sus composiciones con letras de poemas islandeses del siglo XIX. Samaris lanzó Silkidrangar en 2014, Silkidrangar Sessions en 2015 y Black Lights en 2016

### Gangly
En 2014, Jófríður participó en el proyecto conceptual Gangly con Sindri Már Sigfússon (Sin Fang) y Úlfur Alexander Einarsson (de la banda Oyama) con la canción «Fuck With Someone Else».
Gangly firmó con el sello británico AMF Records y lanzó una serie de videos individuales.

### JFDR
En 2017 lanzó su álbum en solitario Brazil (producido en colaboración con Shahzad Ismaily ). Fue nombrada «Artista del Año» de Islandia en 2018 por la revista sensacionalista The Reykjavík Grapevine. JFDR - White Sun Live. Parte I: Strings, un EP de sus canciones reelaboradas con una sección de cuerdas, se lanzó en 2018. Gravity, un EP especial, se lanzó durante el Iceland Airwaves de 2018 en barras de chocolate con un código de descarga. En 2020, para el lanzamiento del álbum New Dreams, dio un concierto con sus cuatro hermanas en una sala vacía debido a la crisis de Covid-19 que también causó la cancelación de su gira de primavera de 2020 en Reikiavik.

### Otros proyectos
Jófríður también colaboró con Low Roar en el sencillo «Bones» del álbum Once in a Long, Long While..., y con el productor de Brainfeeder Lapalux en dos sencillos del álbum Ruinism. También ha tocado con Daníel Bjarnason, Aaron Roche, Nini Julia Bang, Strange Boy, Damien Rice y Penélope Trappes. Jófríður también ha compuesto música para cine y televisión, incluyendo el corto Hello Apartment con la actuación de Dakota Fanning y el largometraje Agnes Joy con la actuación de Silja Hauksdóttir.

## Influencias
Jófríður ha declarado que ha sido influenciada por artistas como Joni Mitchell, Arthur Russell, Steve Reich, Enya, Björk y Yoko Ono.

## Discografía

### JFDR
- Brazil (2017)
- New Dreams (2020)
- JFDR - White Sun Live. Part I : Strings (2018)
- Gravity (2018)
- Taking a Part of Me, (2019)

### Samaris
Studio albums
- Samaris (2013)
- Silkidrangar (2014)
- Silkidrangar Sessions (2015)
- Black Lights (2016)

Extended plays
- Hljóma Þú (2011)
- Stofnar falla (2012)

### Pascal Pinon
- Pascal Pinon (2009)
- Pascal Pinon (2010)
- Twosomeness (2013)
- Sundur (2016)
- Pascal Pinon EP (2009)
- I wrote a song EP (2010)
- Party Wolves EP (2012)